# Coquimbo
Coquimbo est une ville et une  commune du Chili capitale de la province d'Elqui, elle-même située dans la région de Coquimbo. C'est un port donnant sur l'océan Pacifique, situé au sud de La Serena, la capitale de la région.

## Histoire
Sa fondation en tant que commune remonte au 5 mai 1867. On y trouve les stations balnéaires de Tongoy et de Guanaqueros. Charles Darwin y séjourna quelques jours en mai 1835 lors de son tour du monde. C'est également un port de moyenne importance, situé sur un cap en face de la ville de La Serena. C'est une ville qui est de par son histoire et situation géographique moins avantagée que sa voisine riche et touristique. En 2016, sa population s'élevait à 236 799 habitants. La superficie de la commune est de 1 429 km2 (densité de 166 hab./km2).
Le nom de la ville vient du quechua coquimbu (les eaux tranquilles).
La ville et sa région sont frappées par une grave sécheresse en 2019 et 2020. Les précipitations de l'année 2019 ont été inférieures de 90 % au plus bas historique.

## Monuments

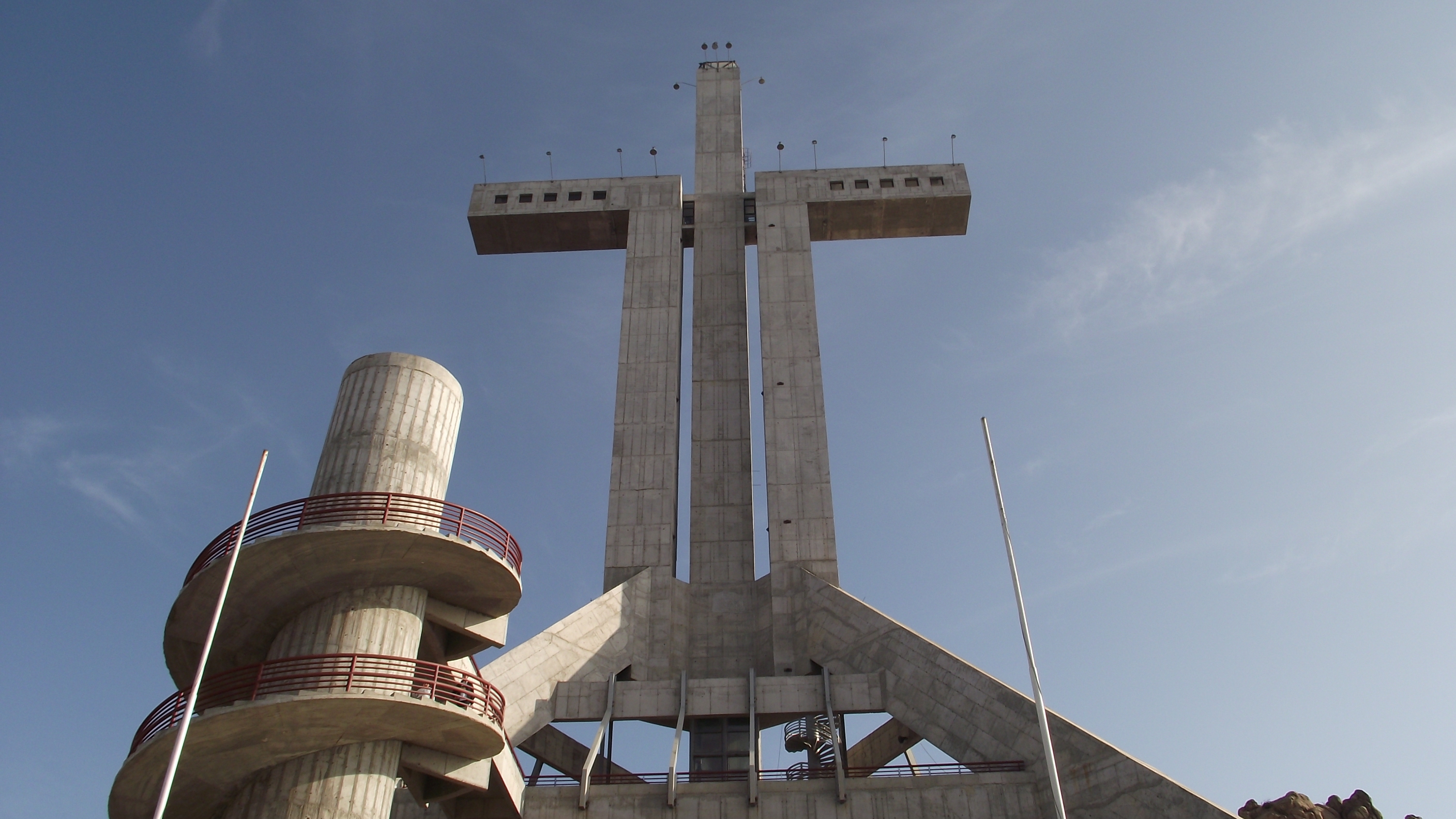
La croix du troisième Millénaire (86 mètres de hauteur).

La croix du troisième Millénaire avec 86 mètres de hauteur, est la deuxième plus grande croix du monde.

## Galerie

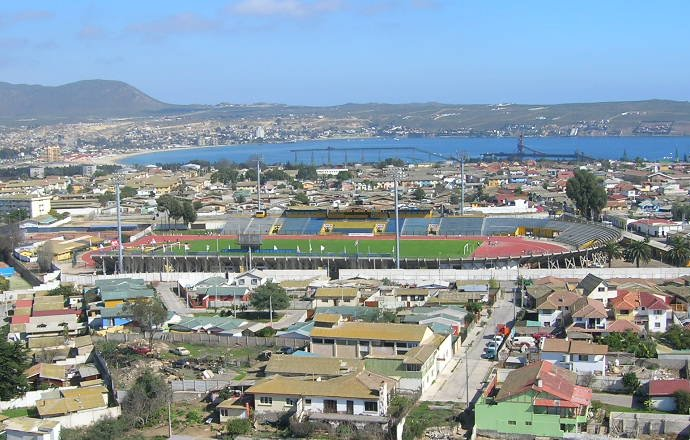
Stade Francisco Sanchez Rumoroso.
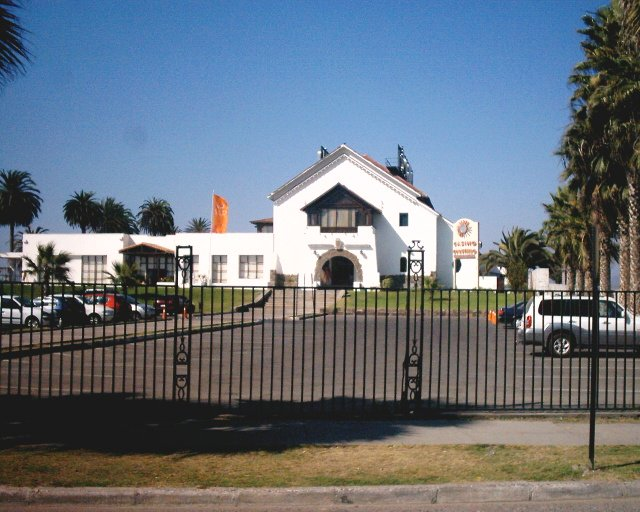
Casino.
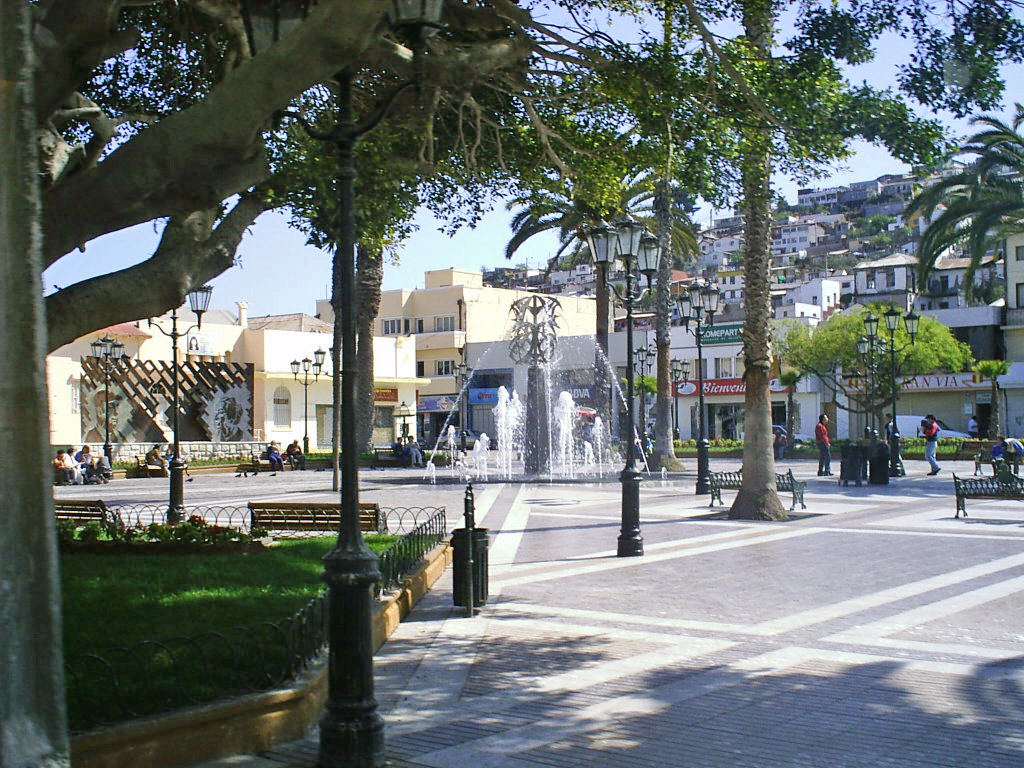
Place d'Armes de Coquimbo.